# Campioni italiani assoluti di atletica leggera indoor - 60 metri piani femminili
Questa pagina raccoglie un elenco di tutte le campionesse italiane dell'atletica leggera nei 60 metri piani indoor, specialità introdotta nella manifestazione sin dalla sua prima edizione del 1970 e attualmente facente parte del programma dei campionati.

## Albo d'oro
| Anno | Atleta (società)                                           | Prestazione |
| ---- | ---------------------------------------------------------- | ----------- |
| 1970 | Cecilia Molinari Libertas Atletica Piacenza                | 7"5(m)      |
| 1971 | Cecilia Molinari Libertas Atletica Piacenza                | 7"7(m)      |
| 1972 | Cecilia Molinari Libertas Atletica Piacenza                | 7"3(m)      |
| 1973 | Cecilia Molinari Libertas Atletica Piacenza                | 7"4(m)      |
| 1974 | Maria Lisa Pursiainen Finlandia                            | 7"2(m)      |
| 1975 | Rita Bottiglieri SNIA Milano                               | 7"48        |
| 1976 | Maria Lisa Pursiainen Finlandia                            | 7"47        |
| 1977 | Linda Haglund Svezia                                       | 7"35        |
| 1978 | Rita Bottiglieri Fiat Brescia                              | 7"47        |
| 1979 | Marisa Masullo Pro Sesto Atletica                          | 7"58        |
| 1980 | Laura Miano Snam                                           | 7"48        |
| 1981 | Marisa Masullo Pro Sesto Atletica                          | 7"38        |
| 1982 | Antonella Capriotti CUS Roma                               | 7"57        |
| 1983 | Marisa Masullo Iveco Torino                                | 7"23        |
| 1984 | Laura Miano Snam                                           | 7"46        |
| 1985 | Marisa Masullo SNIA Milano                                 | 7"38        |
| 1986 | Daniela Ferrian SNIA BPD Milano                            | 7"42        |
| 1987 | Daniela Ferrian INA Primavera Torino                       | 7"43        |
| 1988 | Roberta Rabaioli Snam Gas Metano                           | 6"97        |
| 1989 | Sonia Vigati Assindustria Sport Padova                     | 7"43        |
| 1990 | Sonia Vigati Snam Gas Metano                               | 7"48        |
| 1991 | Marisa Masullo SNIA BPD Milano                             | 7"47        |
| 1992 | Lara Sinico Cises Frascati                                 | 7"38        |
| 1993 | Marisa Masullo Sisport Fiat Torino                         | 7"46        |
| 1994 | Lara Sinico Cises Frascati                                 | 7"37        |
| 1995 | Lara Sinico Cises Frascati                                 | 7"53        |
| 1996 | Carla Tuzzi Snam                                           | 7"43        |
| 1997 | Giada Gallina Snam                                         | 7"44        |
| 1998 | Manuela Levorato Snam                                      | 7"33        |
| 1999 | Manuela Levorato Snam                                      | 7"30        |
| 2000 | Manuela Levorato Snam                                      | 7"32        |
| 2001 | Manuela Grillo Gruppo Sportivo Forestale                   | 7"41        |
| 2002 | Manuela Levorato Camelot Milano                            | 7"33        |
| 2003 | Manuela Levorato Camelot Milano                            | 7"26        |
| 2004 | Manuela Levorato Tris Milano                               | 7"22        |
| 2005 | Daniela Graglia Fondiaria SAI Atletica                     | 7"42        |
| 2006 | Manuela Grillo Gruppo Sportivo Forestale                   | 7"45        |
| 2007 | Daniela Graglia Centro Sportivo Esercito                   | 7"31        |
| 2008 | Vincenza Calì Gruppo Sportivo Fiamme Azzurre               | 7"34        |
| 2009 | Anita Pistone Centro Sportivo Esercito                     | 7"33        |
| 2010 | Maria Aurora Salvagno Centro Sportivo Aeronautica Militare | 7"37        |
| 2011 | Manuela Levorato Centro Sportivo Aeronautica Militare      | 7"44        |
| 2012 | Audrey Alloh Gruppo Sportivo Fiamme Azzurre                | 7"39        |
| 2013 | Audrey Alloh Gruppo Sportivo Fiamme Azzurre                | 7"37        |
| 2014 | Audrey Alloh Gruppo Sportivo Fiamme Azzurre                | 7"34        |
| 2015 | Audrey Alloh Gruppo Sportivo Fiamme Azzurre                | 7"34        |
| 2016 | Ilenia Draisci Centro Sportivo Esercito                    | 7"40        |
| 2017 | Anna Bongiorni Centro Sportivo Carabinieri                 | 7"30        |
| 2018 | Anna Bongiorni Centro Sportivo Carabinieri                 | 7"27        |
| 2019 | Johanelis Herrera Abreu Atletica Brescia 1950 ISPA Group   | 7"32        |
| 2020 | Irene Siragusa Centro Sportivo Esercito                    | 7"34        |
| 2021 | Vittoria Fontana Centro Sportivo Carabinieri               | 7"35        |
| 2022 | Zaynab Dosso Gruppo Sportivo Fiamme Azzurre                | 7"16        |
| 2023 | Gloria Hooper Atletica Brescia 1950                        | 7"31        |